# سيزار بونوني
سيزار بونوني (من مواليد 15 يونيو 1986) (بالإنجليزية: Cezar Bononi)‏ هو مصارع محترف برازيلي يصارع حاليًا في آول إليت روسلينغ (إيه أي دبليو ) واشتهر بظهوره في عرض دبليو دبليو إي التدريبي إن أكس تي في الفترة من أكتوبر 2015 إلى أبريل 2020.

## الحياة قبل رياضة المصارعة
قبل مسيرته في مصارعة المحترفين ، لعب سيزار بونوني لعبة كرة القدم الأمريكية لصالح فريق ساو باولو ستورم في دوري كرة القدم البرازيلي ، حيث تم تعيينه في فريق ولاية ساو باولو وفريق آول برازيل.

## مهنة المصارعة المحترفة

### التدريب المبكر
تدرب سيزار بونوني ليكون مصارعًا محترفًا تحت قيادة بوب جونيور من اتحاد المصارعة البرازيلي ، وتنافس في العديد من الدائرة المُستقلة في موطنه البرازيل وأمريكا الجنوبية تحت اسم الحلبة V8 Big Block. في BWF ، حمل بطولة ملك الحلبة BWF Rei Do Ringue في مرة واحدة.

### دبليو دبليو إي ( منذ 2015 حتّى 2020)
في أكتوبر 2015 ، تم الإعلان عن إنضمام المصارع البرازيلي الشاب سيزار بونوني كجزء من فئة من 19 مجندًا في WWE لبدء التدريب في مركز أداء WWE . ظهر لأول مرة على التلفزيون في حلقة 10 مايو 2017 من عرض NXT ، وخسر أمام أليستر بلاك . حقق بونوني أول انتصار متلفز له في حلقة 31 مايو 2017 من عرض NXT ، متغلبًا على آندرادي سين ألماس . حصل بونوني على لقب "Future Star of NXT" في حفل جوائز نهاية العام 2017 NXT . في 17 أبريل 2020 ، تم الإعلان عن تسريحه من عقد WWE الخاص به.

### آول إيليت ريسلينغ (2020 إلى الوقت الحاضر)
في حلقة AEW Dynamite بتاريخ 24 يونيو 2020 ، شُوهد بونوني وسط الحشد مع مصارعين آخرين حيث قام بفتح شجار بين مشاركين في نزال الحطابين. بعد ذلك ظهر بونوني على الحلبة لأول مرة في حلقة 29 سبتمبر 2020 من عرض AEW Dark حيث تعاون مع شون ديان في مباراة فرق خاسرة أمام ذا غان كلوب . خلال الأشهر القليلة المقبلة ، تنافس بونوني بشكل متقطع في عروض Dark فيحيث خسر كل المباريات التي شارك فيها . في 26 يناير 2021 من حلقة Dark ، انحاز بونوني إلى جانب بيتر أفالون . و حقق بونوني فوزه الأول في AEW في حلقة 3 فبراير 2021 من عرض Dark ، حيث تعاون مع بيتر أفالون لهزيمة كارلي برافو وشون ديان. و ظهر بونوني لأول مرة في الحلقة في حلقة 4 فبراير 2021 من عرض Dynamite ، حيث تعاون مع أفلون في خسارة لفريق لي جونوسون و كودي رودز . في عرض إيه إي دبليو رفيلويلوشن 2021 ، شارك بونوني و أفلون في مباراة Tag Team Casino Battle Royale في خسر هذا النزال أيضاً و في عرض 31 مارس 2021 من عرض Dynamite خسر لصالح جون موكسلي .

## البطولة والإنجازات
- اتحاد المصارعة البرازيلي
  - بطولة BWF Rei Do Ringue (مرة واحدة)
- مصارعة المحترفين المصور
  - حصل علي المرتبة رقم 423 من أفضل 500 مصارع فردي في تصنيف PWI 500 في عام 2019 [8]
- WWE
  - جائزة NXT Year-End (مرة واحدة)
    - نجم المستقبل NXT عام 2017 [9]

## روابط خارجية
- سيزار بونوني على WWE .com
- Cezar Bononi's profile at